# Kaave (Fluss)
Der Fluss Kaave (estnisch Kaave jõgi; historischer deutscher Name „Kawascher Bach“) fließt im Kreis Jõgeva in Mittel-Estland.

## Beschreibung
Der Fluss Kaave ist 38 Kilometer lang. Sein Einzugsgebiet umfasst 138 km². Wichtigster Zufluss ist der Bach Lombiväla (Lombiväla oja).
Der Fluss entspringt im Moor von Vaimastvere (Vaimastvere raba), etwa vier Kilometer südlich des Dorfs Kärde. Am Oberlauf fließt er hauptsächlich durch menschenleere Wälder und Moorlandschaften, am Unterlauf durch Ackerland. Die Kaave ist ein rechter Nebenfluss der Pedja, die Mündung ist bei Puurmani.
Besonders im Mittellauf finden sich zahlreiche Bachforellen. Auch der Unterlauf ist sehr fischreich.
Der Name des Flusses kommt vom Dorf Kaave (Landgemeinde Pajusi). Der Fluss wurde erstmals 1411 unter dem Namen Kaffenbeke urkundlich erwähnt.